# 訃報 1974年7月
訃報 1974年7月（ふほう 1974ねん7がつ）では、1974年（昭和49年）7月中に物故した、又は物故が報じられた人物についてまとめる。

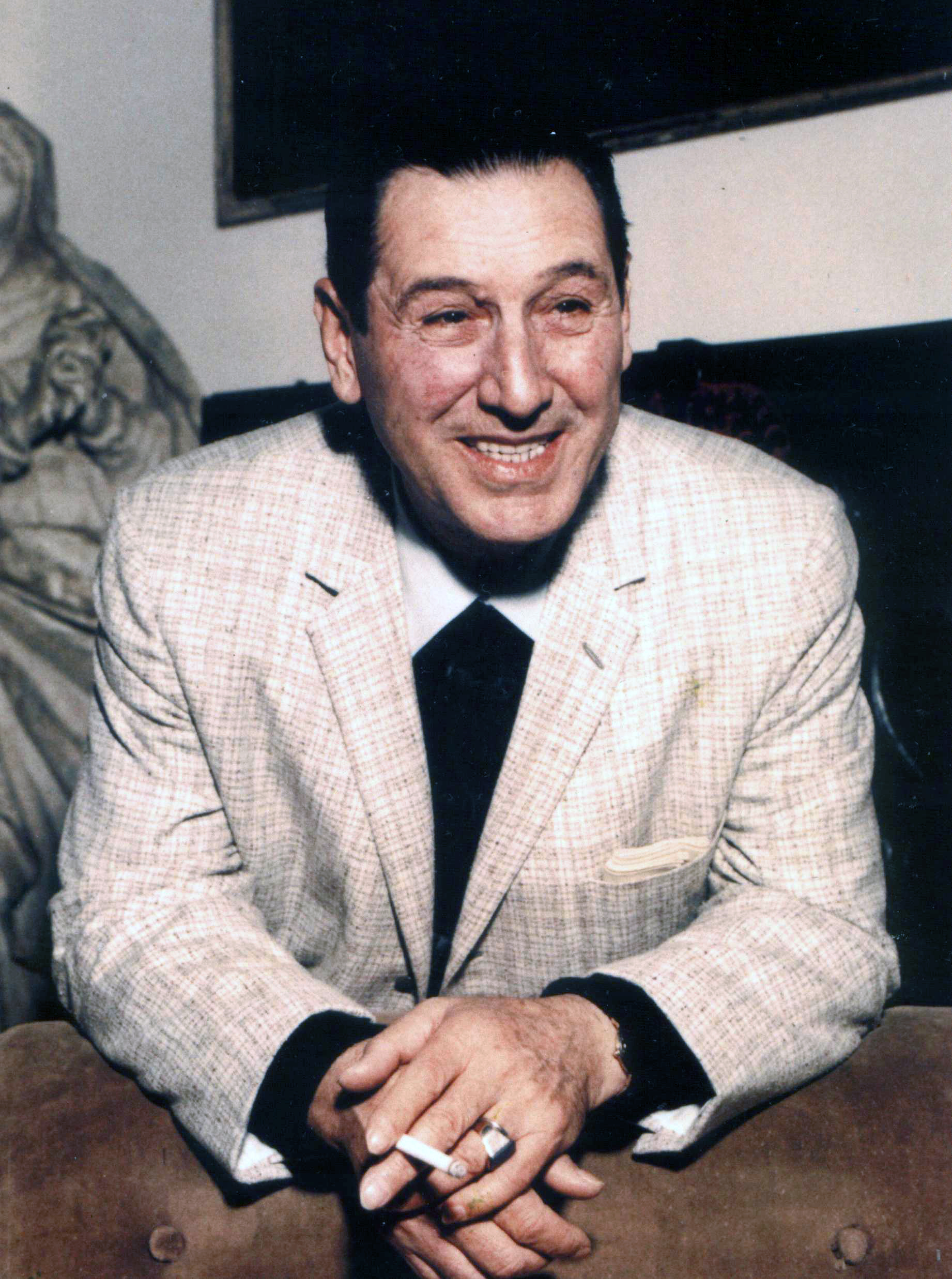
フアン・ペロン / 7月1日没

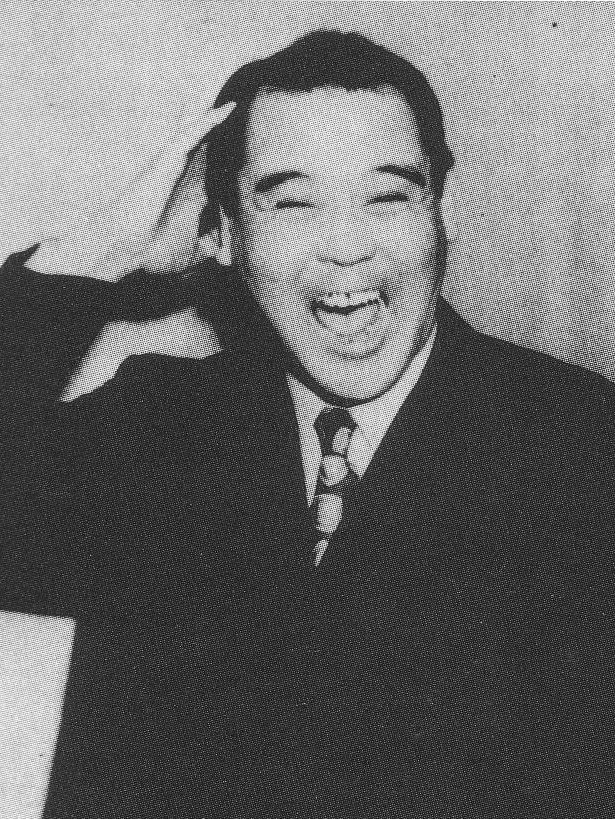
花菱アチャコ / 7月25日没

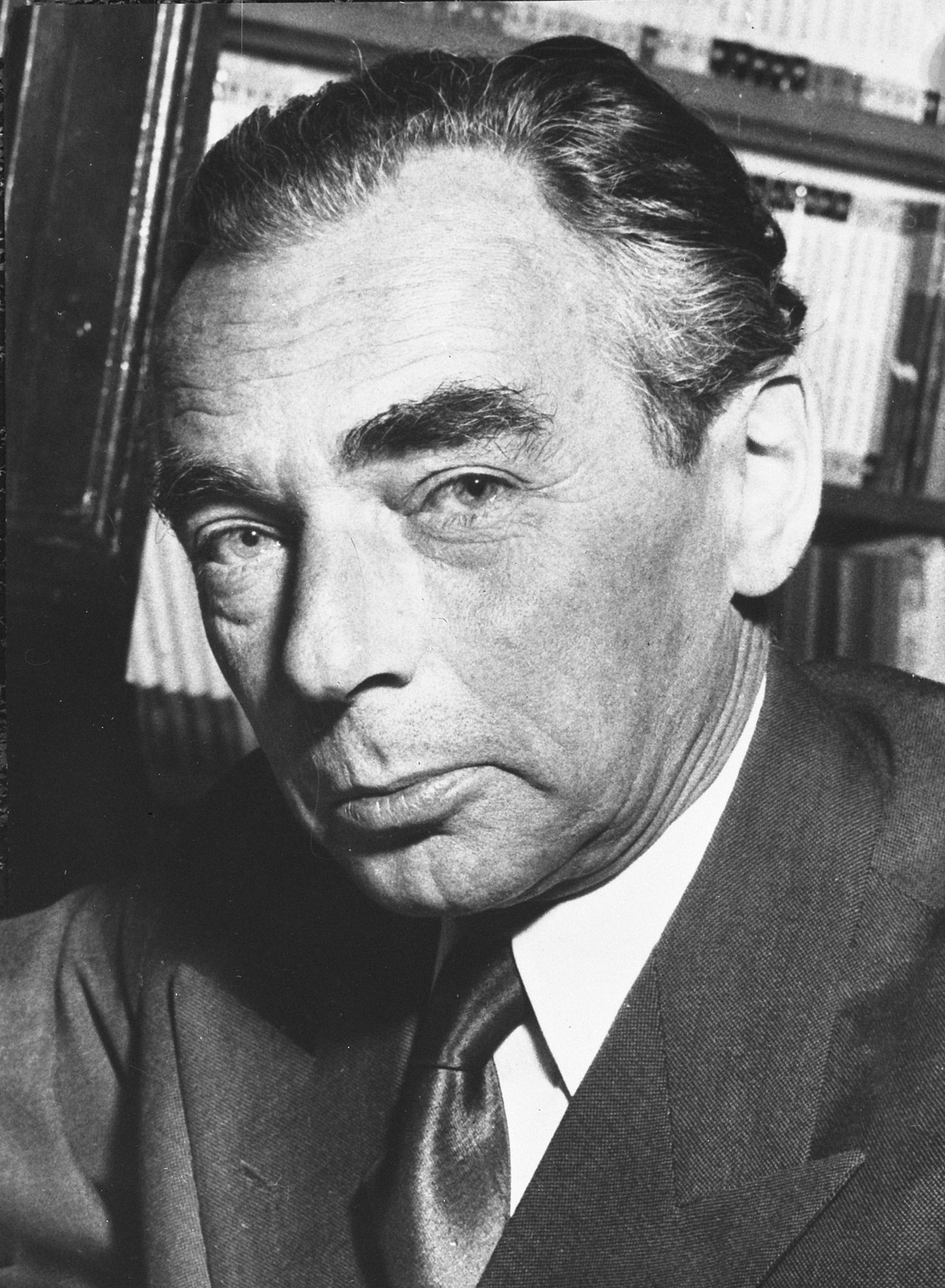
エーリッヒ・ケストナー / 7月29日没

## （1日 - 15日）
- 7月1日 - フアン・ペロン、アルゼンチン大統領（* 1895年）
- 7月1日 - 大山定一、ドイツ文学者（* 1904年）
- 7月4日 - 津上退助、技術者・実業家（* 1893年）
- 7月4日 - 加藤鑰平、陸軍軍人（* 1891年）
- 7月5日 - 新妻雄、陸軍軍人（* 1891年）
- 7月5日 - 戸川貞雄、作家・小説家（* 1894年）
- 7月5日 - 務台理作、哲学者（* 1890年）
- 7月6日 - 野村愛正、小説家・脚本家・連句人（* 1891年）
- 7月6日 - 米本卯吉、学校法人日本体育会理事長（* 1887年）
- 7月8日 - 神山茂夫、社会運動家（* 1905年）
- 7月9日 - アール・ウォーレン、カリフォルニア州知事・アメリカ合衆国最高裁判所長官（* 1891年）
- 7月9日 - 原仙作、英語教師・英文学者（* 1908年）
- 7月10日 - 丸谷喜市、経済学者（* 1887年）
- 7月11日 - ペール・ラーゲルクヴィスト、作家・詩人（* 1891年）
- 7月11日 - 益田豊彦、ジャーナリスト（* 1900年）
- 7月14日 - カール・スパーツ、アメリカ空軍大将（* 1891年）
- 7月14日 - 小堀金城、陸軍軍人（* 1895年）
- 7月14日 - 中田羽後、牧師・音楽伝道者・詩人（* 1896年）
- 7月14日 - 琴錦登、大相撲力士（* 1922年）
- 7月14日 - 吉益脩夫、医学者・精神科医（* 1899年）
- 7月15日 - クリスティーン・チュバック、ニュースキャスター（* 1944年）

## （16日 - 31日）
- 7月17日 - ディジー・ディーン、メジャーリーガー（* 1910年）
- 7月18日 - 宝生九郎重英、シテ方宝生流能楽師（* 1900年）
- 7月19日 - 水町京子、歌人・教育者（* 1891年）
- 7月19日 - 三島一声、民謡歌手（* 1889年）
- 7月20日 - 横山昊太、ジャーナリスト・政治家（* 1889年）
- 7月21日 - 天羽馬八、陸軍軍人（* 1890年）
- 7月23日 - 嘉数昇、実業家（* 1902年）
- 7月23日 - 辻永、洋画家（* 1884年）
- 7月24日 - ジェームズ・チャドウィック、物理学者（* 1891年）
- 7月25日 - 河合義一、農民運動家・政治家（* 1882年）
- 7月25日 - 花菱アチャコ、漫才師（* 1897年）
- 7月26日 - 木村俊恵、女優（* 1935年）
- 7月29日 - エーリッヒ・ケストナー、児童文学作家（* 1899年）
- 7月29日 - キャス・エリオット、ミュージシャン、元ママス&パパスメンバー（* 1941年）
- 7月29日 - 辻山治平、内務官僚（* 1897年）
- 7月29日 - 神田茂、天文学者（* 1894年）
- 7月30日 - 野口義造、政治家（* 1889年）
- 7月31日 - 佐伯仁三郎、歌人・国文学者（* 1900年）